# ハイド (単位)
ハイド（hide または hyde）は、かつてイングランドで使われていた面積の単位であり、徴税単位としても用いられた。

## 定義
もともと農民が家族を養うのに十分な耕地の広さ、という意味の面積単位であった。そのため、エーカーと同じく地方によってその広さはさまざまで統一的ではないが、およそ60エーカーから120エーカー、あるいはそれ以上とされる。12世紀から13世紀には120エーカーと定義されている。また1ハイドの1/4は1ヴァーゲイト（Virgate）とされた。